# Liochthonius horridus
Liochthonius horridus är en kvalsterart som först beskrevs av Sellnick 1928.  Liochthonius horridus ingår i släktet Liochthonius och familjen Brachychthoniidae. Inga underarter finns listade i Catalogue of Life.